# Willem Johan Kolff
Willem Johan Kolff (Leida, 14 febbraio 1911 – Filadelfia, 11 febbraio 2009) è stato un medico olandese naturalizzato statunitense, pioniere dell'emodialisi e padre degli organi artificiali, uno dei massimi esponenti dell'ingegneria biomedica.
Membro di una famiglia di ricchi imprenditori olandesi, trascorre parte della sua vita nei Paesi Bassi per poi emigrare negli Stati Uniti nel 1950. Nel 1955 ottenne la cittadinanza statunitense.

## Biografia

### Famiglia
Willem Johan "Pim" Kolff il 14 febbraio 1911 a Leida, Paesi Bassi. I genitori erano Jacob Kolff e Adriana Pieternella de Jange. Jacob Kolff era il più giovane di sette figli di una ricca famiglia di imprenditori di Middhelharnis. Jacob Kolff decise di non ereditare le imprese del padre e di intraprendere gli studi di Medicina durante i quali conobbe, nel 1903, Adriana Piternella de Jange, che sposerà nel giugno del 1910. Nel 1916 Jacob Kolff divenne direttore di un sanatorio per i malati di tubercolosi a Beekbergen , e tutta la famiglia si trasferisce con lui. W. J. Kolff, affettuosamente chiamato "Pim", fu il primo di cinque figli. Nel 1912 nasce suo fratello Cees, nel 1914 Jaap, nel 1920 Therus e infine, nel 1924, Aad.

### Infanzia
Pochi giorni dopo la nascita, i genitori di W. Kolff si accorsero che era affetto da uno spasmo pilorico , e doveva essere operato immediatamente in quanto rischiava di morire . All'età di 6 anni si trasferisce con i genitori e i due piccoli fratelli a Beekbergen dove viene a contatto con la natura selvatica e incontaminata di quei luoghi che ben soddisfacevano le curiosità di un bambino così acuto e vivace . All'età di 7 anni impara a lavorare il legno, sviluppando una passione che lo accompagnerà sempre nella sua vita. Passa molte ore dei weekend a passeggiare nelle vaste distese di Beekbergen alla ricerca di piccoli reperti archeologici. Spesso, durante queste lunghe passeggiate, il padre discuteva con lui dei suoi pazienti e delle possibili nuove forme di trattamento .

### Studi
Willem Johan Kolff riceve insieme ai suoi fratelli un'ottima educazione scolastica , mentre non riceve alcuna particolare educazione religiosa, pur essendo i suoi nonni Protestanti. I genitori, ogni estate, lo facevano viaggiare in diversi paesi al fine di fargli apprendere diverse lingue straniere. Ben presto W. Kolff imparò il francese e il tedesco. 
Seguendo le orme del padre, studia Medicina a Leiden  . In Apeldoorn, il 4 settembre 1937, dopo un lungo fidanzamento, sposa Janke Cornelia Huidekoper, che conosceva dall'età di 16 anni. Durante il secondo anno di università viene nominato assistente del Professor Tendeloo , autorità europea in materia di patologia, e autore del libro Allgemeine Pathologie (General Pathology). Diventa ben presto il pupillo del Professor Tendeloo, che decide di dargli uno stipendio di studente tirocinante . 
Ben presto dimostra la sua bravura per le materie pratiche, mentre sono evidenti le difficoltà in quelle teoriche. Willem Kolff era infatti affetto da dislessia, malattia che colpiva da generazioni la sua famiglia.
Nel 1938 dà il suo esame finale con il Dottor Leonard Polak Daniëls, un importante medico e docente in University Hospital in Groningen. Prima di diventare a tutti gli effetti medico, W. Kolff deve praticare tre anni di apprendistato, e il Dottor Polak è uno dei pochi uomini che accetta tra i suoi allievi uomini sposati  . W. Kolff diventa così suo allievo alla University Hospital in Groningen. Il 16 gennaio 1946 finisce il suo dottorato laureandosi con lode dopo aver discusso la tesi sul rene artificiale.

### Attività nei Paesi Bassi
Il 23 agosto 1938 nasce il suo primo figlio Jacob Kolff, affettuosamente chiamato "Jaap". Anche lui soffre di uno spasmo pilorico, e viene subito operato.
In seguito all'occupazione nazista del 1940, Kolff pensa di fuggire nelle Indie con la moglie e il figlio, ma accade che il suo primo vero paziente muore dinanzi a lui in ospedale. È Jan Bruning, figlio di due contadini, affetto da una grave forma di uremia. Questo avvenimento lo sconvolge e capisce che non può partire. Comincia a fare ricerche sui trattamenti adoperati per curare l'uremia e scopre che vari dottori avevano tentato diversi trattamenti incontrando però svariate difficoltà o fallendo completamente. La tecnica sperimentale applicata dal Professor John Jacob Abel e i suoi assistenti Rowntree e Turner colpì particolarmente Kolff. Essa consisteva nell'utilizzo di un particolare apparato costituito da membrane per trattare pazienti affetti da uremia. Georg Haas, inoltre, aveva sperimentato per la prima volta su un essere umano l'apparato per la dialisi, introducendo l'uso di un anticoagulante: l'eparina. Willem Kolff decide di continuare la sperimentazione interrotta da Haas.
Nel febbraio del 1940 la coppia aspetta una figlia, Adriana Pieternella ("Adrie"). 
Il 1º luglio 1941 diventa il primo medico a tempo pieno nella storia del City Hospital in Kampen, città in cui si trasferisce con tutta la sua famiglia.
Il 12 luglio 1943 nasce il loro terzo figlio Gualtherus Costantius Marius ("Therus") che però muore una settimana dopo la sua nascita. Nel giugno del 1944 nasce Albert Jacob Kolff, il 31 maggio 1945 Cornelis Albert Kolff ("Kees") e, infine, il 24 giugno 1949 il suo ultimo figlio (a cui dona il nome del suo defunto terzogenito) Gualtherus Constantius Marius Kolff ("Therus").

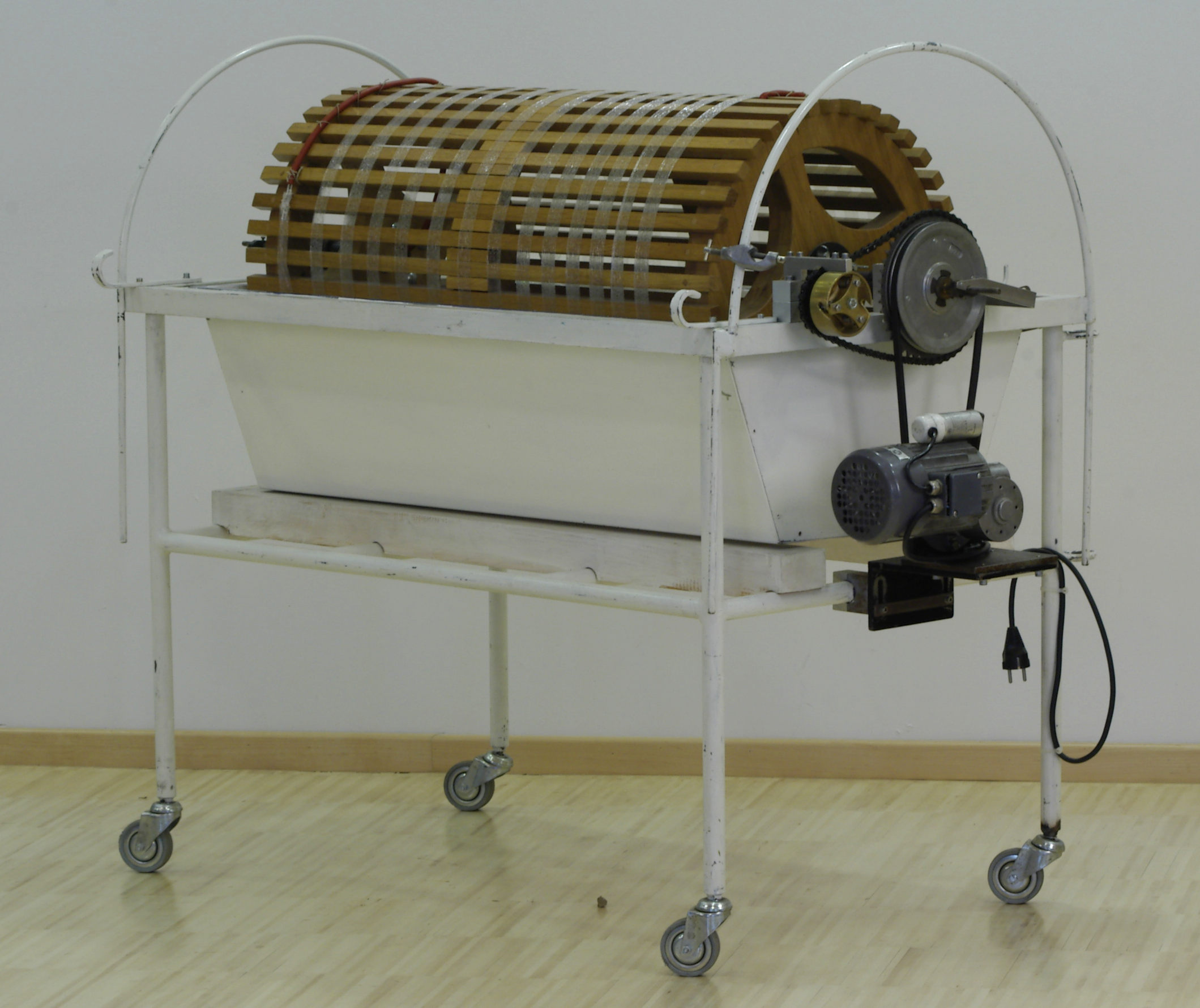
Rene artificiale

### Sviluppo del rene artificiale
Dopo aver mandato avanti incessantemente le sue ricerche, Kolff trova un ingegnere disposto a produrre il suo rene artificiale: è Hendrik Th. J. Berk . L'apparato viene testato per la prima volta di nascosto (con l'aiuto di Suor Maria Ter Welle) su un paziente ebreo malato di cancro alla prostata e affetto per complicazioni da uremia. Ma la macchina dà i suoi primi problemi prima della fine della sperimentazione. Accetta come suo studente Jacob Van Noordwijk che lo aiuta a migliorare il rene artificiale. Tra il 17 marzo 1943 e il 27 luglio 1944, Kolff e il suo team trattano quindici persone con il rene artificiale, ma tutte, tranne una, muoiono. Le cause della morte però non sono legate all'utilizzo dell'apparato, che anzi migliora i livelli eccessivi di urea nel sangue. Il secondo rene artificiale lo costruisce per l'ospedale di Zuidwal a L'Aia. Il terzo viene assemblato nell'autunno del 1943. Convinto che non avrebbe avuto finanziamenti per la sua attività di ricerca, è lui stesso a pagare i suoi assistenti e a farsi carico delle spese dei materiali necessari alla realizzazione del rene, tanto che la famiglia Kolff vive per un lungo periodo della sola eredità lasciata alla moglie Janke dalla sua ricca famiglia. Nel 1944 pubblica sull'Acta Medica Scandinavica le sue scoperte sul rene artificiale. Il 18 settembre 1945, dopo 17 pazienti morti e 14 mesi di sospensione delle ricerche a causa dell'invasione nazista, Willem Kolff riesce a salvare la sua prima paziente con il rene artificiale: è Sofia Maria Schafstadt.
Nel 1946 pubblica la sua ricerca. È il primo nel mondo, seguito dallo svedese Nils Alwall nel 1947. Invia il suo apparato a Londra (Hammersmith Hospital), in Polonia (Jagiello University in Krakow), in Canada (Royal Victoria Hospital in Montreal) e New York (Jewish Mount Sinai Hospital).
Il rene artificiale fu adoperato anche dai medici USA durante la guerra di Corea dove la mortalità dei pazienti affetti da uremia diminuì dal 95% al 55%. Nel 1972 il Congresso degli Stati Uniti estese la possibilità di usufruire dell'emodialisi a tutti.

### L'operato sotto l'occupazione nazista
Il 10 maggio 1940 i neutrali Paesi Bassi vengono attaccata dai nazisti. Kolff si occupa in un primo momento delle persone povere che abitano i villaggi rurali de L'Aia. Durante un bombardamento nazista, vista l'impossibilità di ricevere del sangue dalla Banca del sangue di Amsterdam, con l'aiuto del Dottor De Jangh crea una Banca del sangue a L'Aia. Presta soccorso a migliaia di uomini che stavano per essere deportati, trasformando Kampen in un punto di passaggio obbligatorio per i controlli sanitari. Riesce a salvare molte persone con l'aiuto dei volontari della Croce Rossa. Si trattava di membri della Resistenza, ebrei, membri del partito socialista, contadini e pochi simpatizzanti anti-nazisti. Si assume la piena responsabilità in caso di una eventuale fuga dei pazienti. A volte, per salvare tanta gente, "simulava" la loro malattia, correndo, insieme ai suoi collaboratori, gravi rischi nel caso in cui l'avessero scoperto. Kolff disse in seguito che durante la Seconda guerra mondiale la sua attività era: «Rubare ai nazisti ogni prigioniero potenziale che loro ci avevano consegnato per le cure» . Per questa attività gli verrà assegnata, insieme alla moglie dopo la morte, nel 2012, l'onorificenza di Giusto tra le nazioni.

### Emigrazione negli USA
Il Dottor Isidore Snapper, olandese di origini ebree, invita Kolff ad andare al New York Jewish Mount Sinai per spiegare il funzionamento del rene artificiale. Kolff accetta l'invito e parte insieme a tutta la famiglia. Durante questo viaggio ha una nuova idea: la creazione di una macchina cuore-polmone. Tornato a Kampen dopo aver compiuto lavori di ricerca, costruisce la macchina con l'aiuto del Dottor Dubbelman. Capisce però ben presto che a Kampen non può trovare i fondi per continuare la sua ricerca. Viene invitato dal Dottor Irvine H. Page (specialista in ipertensione) a Cleveland, nell'Ohio, Stati Uniti. Kolff arriva a New York il 16 marzo 1950.Va a lavorare alla Cleveland Clinic, dove collabora con il Dottor Page, ottiene un laboratorio di ricerca e, successivamente, anche un posto nel reparto di Cardiochirurgia. Cliveland Clinic diventa ben presto il luogo più importante negli USA per la ricerca sugli organi artificiali e per le operazioni legate al cuore. 
Nel 1955 ottiene la cittadinanza statunitense. Lo stesso anno, con l'aiuto del dottor Peter Salisbury dell'University of Minnesota, crea l'ASAIO (The American Society for Artificial Internal Organs) . Willem Kolff è il primo presidente. Si scontra più volte con Irvine Page e nel 1967 abbandona il suo posto di lavoro. Nello stesso anno diviene un'autorità nel campo della medicina conquistandosi la fama di "Padre degli organi artificiali". Viene assunto alla University of Utah in Salt Lake City dove istituisce la prima Divisione di Organi Artificiali dell'University of Utah. Kolff deve cercare però tutti i fondi per le sue ricerche e per pagare il personale. Inoltre egli stesso non è retribuito, così, nel 1976, fonda "Kolff Associates" insieme ai suoi collaboratori al fine di trovare fondi per la ricerca.
Tra il 1981 e il 1982 Kolff ha settantacinque membri permanenti nel suo staff, facenti parte della Divisione di Organi Artificiali e dell'Istituto di Ingegneria Biomedica.

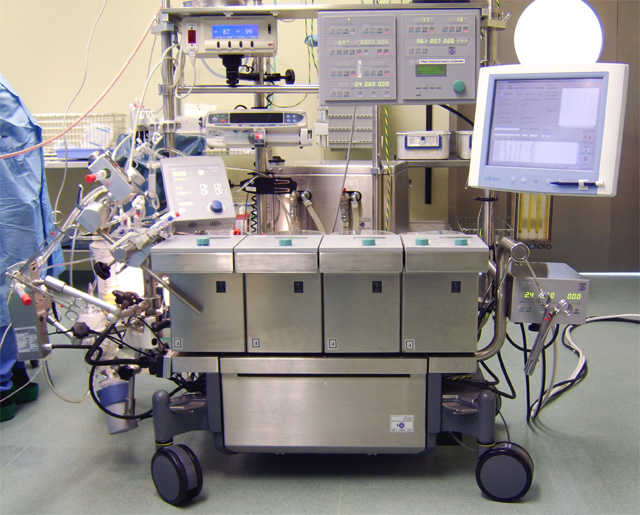
Una moderna macchina cuore-polmone

### Sviluppo della macchina cuore-polmone
Nel 1955 rimette mano sugli esperimenti riguardanti la macchina cuore-polmone, prendendo spunto dalle ricerche condotte da John Heysham Gibbon . e Donald Melrose (che aveva scoperto la capacità del citrato di potassio di far riprendere l'attività cardiaca). Con l'aiuto del giovane medico tailandese Tu costruisce la macchina. Il 17 marzo 1956 Kolff adopera per la prima volta la sua macchina cuore-polmone su un bambino che viene operato al cuore: il bambino si salva. Dei successivi trentasette pazienti operati, tredici muoiono per cause non associate all'uso della macchina cuore-polmone. Successivamente Kolff e il suo team migliorano la macchina e l'adattono anche al corpo di un adulto.

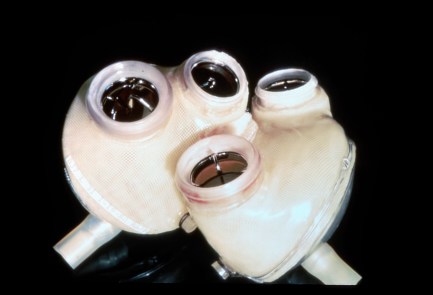
Cuore artificiale, Jarvik-7

### Sviluppo del cuore artificiale
Nel 1957, durante un congresso dell'ASAIO, Kolff lancia la sfida più ardua della sua vita: costruire un cuore artificiale insieme al Dottor Tetsuzo Akutsu. Al congresso successivo presentano il modello teorico. Insieme a Stephen Topaz e Spyridion Moulopoulos crea una piccola pompa da inserire nell'aorta per alimentare il sangue con sostanze nutritive al fine di prevenire infarti post-operatori. Il programma del cuore artificiale diventa un programma mondiale, supportato dal Presidente Lyndon Johnson . Tra i suoi numerosi collaboratori sceglie per la creazione del progetto Bill DeVries, Robert Jarvik e Vet Donald Olsen. Il 2 dicembre 1982 Barney Clarck, dentista di 60 anni, è il primo uomo a cui DeVries, dopo una lunga e complicata operazione, trapianta il primo cuore interamente artificiale. Clarck sopravvive per 112 gironi con il cuore Jarvik-7. Successivamente il cuore viene migliorato e venne impiantato nel corpo di Alfred Lord Tennyson che ha vissuto con il Jarvik-7 268 giorni. Infine il cuore venne impiantato per lo più su persone in attesa di un trapianto.

### Vecchiaia
Kolff smette di lavorare ufficialmente nel 1997, anche se già nel 1986, all'età di 75 anni, porta a termine quasi tutta la sua attività di ricerca, dedicandosi da allora all'insegnamento .
Nel 2000 divorzia dalla moglie Janke che qualche anno prima si era trasferita senza di lui a Port Townsend. Kolff va a vivere per un breve periodo prima dal figlio Jack in Pennsylvania, poi dalla figlia Adrie in Cornovaglia.
Infine va ad abitare a Dunwoody Village, una casa di cura per anziani. Perde gradualmente la vista e l'udito, ma non smette mai di condurre piccole attività di ricerche con l'aiuto di volontari della casa di cura e di una giovane studentessa Jessica Woods. A Dunwoody Village conosce l'ottantacinquenne Diana Carroll che diventa la sua compagna . Muore nel 2009 a Philadelphia

## Premi
Questi sono solo alcuni dei circa centoventicinque tra premi, riconoscimenti e decorazioni che Kolff ha ricevuto:
- 1942: medaglia da Karl Landsteiner della Croce Rossa per aver creato la Banca del sangua dell'Aia;
- 8 dicembre 1948: Amery Award in Boston;
- 1972: Premio Arvey del Governo Israeliano;
- 1986: Japan Prize in Giappone;
- 2002 American Lasker Award in America;
- tredici Dottorati honoris causa.

Nel 1990 la rivista Life pubblica la lista delle persone più importanti del XX secolo e Kolff è al 99º posto.
Riceve tre nomination per il Premio Nobel nel 1970, 1997 e nel 2003.